# Les Deux-Rives
Les Deux-Rives est une commune nouvelle française qui existe à partir du 1er janvier 2025 dans le département du Puy-de-Dôme et la région Auvergne-Rhône-Alpes. Elle résulte de la fusion des communes de Chidrac et de Saint-Cirgues-sur-Couze.

## Histoire
La commune est créée le 1er janvier 2025 à la suite d'un arrêté préfectoral du 17 décembre 2024 par la fusion des communes de Chidrac et de Saint-Cirgues-sur-Couze. Le chef-lieu de la commune nouvelle est fixé à la mairie de l'ancienne commune de Chidrac.

## Politique et administration
Jusqu'aux prochaines élections municipales françaises de 2026, le conseil municipal de la commune nouvelle est constitué de l'ensemble des membres en exercice des conseils municipaux des deux communes fondatrices.

### Liste des maires
| Période | Période  | Identité | Étiquette | Qualité |
| ------- | -------- | -------- | --------- | ------- |
| 2025    | En cours |          |           |         |

### Communes déléguées
| Nom                     | Code Insee | Intercommunalité        | Superficie (km2) | Population (dernière pop. légale) | Densité (hab./km2) |
| ----------------------- | ---------- | ----------------------- | ---------------- | --------------------------------- | ------------------ |
| Chidrac (siège)         | 63109      | CA Agglo Pays d'Issoire | 3,57             | 494 (2022)                        | 138                |
| Saint-Cirgues-sur-Couze | 63330      | CA Agglo Pays d'Issoire | 1,54             | 348 (2022)                        | 226                |

## Population et société

### Démographie
L'évolution du nombre d'habitants est connue à travers les recensements de la population effectués dans la commune depuis sa création.

En 2022, la commune comptait 842 habitants.
| 2021 | 2022 |
| ---- | ---- |
| 857  | 842  |